# Friedrich Halmen
Friedrich „Fritz” Halmen (n. 2 aprilie 1912, la Baaßen, Austro-Ungaria, d. 11 octombrie 2002, la München, Germania) a fost un handbalist de etnie germană care a jucat pentru echipa națională a României. Halmen a fost component al selecționatei în 11 jucători a României care s-a clasat pe locul al șaselea la Olimpiada din 1936, găzduită de Germania. El a jucat în toate cele trei meciuri.
În 1938, Friedrich Halmen s-a aflat în lotul selecționatei în 11 jucători a României care s-a clasat pe locul 5 la Campionatul Mondial de Handbal de câmp din Germania.
Friedrich Halmen a fost component de bază al clubului sibian Hermannstädter Turnverein(de) (Societatea de Gimnastică Sibiu).